# Politikai liberalizmus
A politikai liberalizmus a klasszikus liberalizmus politikai komponenseként, John Locke, Montesquieu, John Stuart Mill és mások nézeteinek szintéziseként indult. A korábbi isteneredetű felfogással szemben szerinte a társadalom és a törvények kiindulópontja az egyén, akinek jogai a természetjogon alapulnak. Támogatja a társadalmi szerződést, aminek alapján az állam polgárai a törvényeket hozzák, és egyetértenek abban, hogy alávetik magukat nekik. Úgy gondolja, hogy az egyének tudják a legjobban, mi a jó nekik. A politikai liberalizmus választójogot ad minden felnőtt állampolgárnak nemre, rasszra, nemzetiségre, vallásra, gazdasági státusra való tekintet nélkül. Észak-Amerikában, Nyugat-Európában, a rendszerváltás után Kelet-Európában, az ezredfordulóra a világ nagyobbik felében kialakult demokráciák már a felépítésükben (alkotmányukban, ha van) is magukévá teszik a politikai liberalizmus eszméit, még ha a "liberális" jelző nem szerepel is benne (mivel a demokrácia fogalmába mára beleolvadtak ezen eszmék, ld.liberális demokrácia, demokrácia-elméletek). Az általános választójog, a nemzetek és rasszok egyenlőségének elismerése vagy a női egyenjogúság (és a többi, eredetileg liberális "lelemény") mind alapvetően része lett annak, amit ma demokráciának hívunk.